# ヴェネゴーノ・インフェリオーレ
ヴェネゴーノ・インフェリオーレ（伊: Venegono Inferiore）は、イタリア共和国ロンバルディア州ヴァレーゼ県にある、人口約6,000人の基礎自治体（コムーネ）。

## 地理

### 位置・広がり

#### 隣接コムーネ
隣接するコムーネは以下の通り。括弧内のCOはコモ県所属を示す。
- ビナーゴ (CO)
- カステルヌオーヴォ・ボッツェンテ (CO)
- カスティリオーネ・オローナ
- ゴルナーテ＝オローナ
- ロナーテ・チェッピーノ
- トラダーテ
- ヴェネゴーノ・スペリオーレ

### 地震分類
イタリアの地震リスク階級 (it) では、4 に分類される
。